# Ottogerd Mühlmann
Ottogerd Ludwig Wilhelm Mühlmann (* 12. Februar 1908 in Schmargendorf; † 26. Mai 1987 in Nürnberg) war ein deutscher Lehrer, Kunsthistoriker und Denkmalpfleger.

## Leben
Seit dem beruflichen Wechsel des Vaters Fritz Mühlmann innerhalb der Firma Carl Zeiss Jena besuchte Ottogerd Mühlmann das Reformrealgymnasium in Jena. Ab 1927 studierte er Philologie, Theologie und Philosophie in Jena, Wien, Leipzig und wieder in Jena für das Lehramt. Als Hilfslehrer an der Realschule Leutenberg belegte er im Juli 1934 den verpflichtenden Schulungskurs für Lehrer an der Thüringischen Staatsschule für Führertum und Politik in Egendorf. 1934 wechselte Mühlmann an die Oberschule Weida und promovierte 1937 in Jena. Am 9. Juni 1937 beantragte er die Aufnahme in die NSDAP und wurde rückwirkend zum 1. Mai desselben Jahres aufgenommen (Mitgliedsnummer 4.868.993). 1941 wurde er zum Studienrat ernannt. 1944/45 wurde er vom Dienst suspendiert.
Ab 1949 war Mühlmann Sekretär im Kulturbund der DDR und fungierte als Beauftragter der Stadt Jena als Denkmalpfleger. In zahlreichen Vorträgen und Unterrichtseinheiten an der Volkshochschule Jena und durch viele (teils populär-) wissenschaftliche Publikationen warb er für den Denkmalschutzgedanken. Seit 1953 war Mühlmann hauptsächlich Lektor für Englisch an der Universität Jena. Aufgrund seiner Mitgliedschaft in der NSDAP wurde er zuerst aus der SED (seit 1946) entfernt und 1957 an der Universität entlassen. Nach der Übersiedlung nach Westdeutschland publizierte er weiterhin zu Jenaer und Thüringer Themen in ost- wie westdeutschen Fachzeitschriften. Als „Nestor der Jenaer Denkmalschutzbewegung“ wurde 1990 eine Straße in Jena-Nord nach ihm benannt.

## Mitgliedschaften
- Institut für Österreichische Geschichtsforschung
- Deutsche Burgenvereinigung
- Vogtländischer Altertumsforschender Verein zu Hohenleuben
- Geschichtsverein Weida (Vorsitzender)

## Schriften (Auswahl)

### Monographien
- Untersuchungen zum „Geschoßbuch“ der Stadt Jena vom Jahre 1406, Jena: Vopelius 1938 (Teildruck der Dissertation).
- Kirchspiel Frießnitz. Baugeschichte und Ausstattung seiner Kirchen, Weida: Aderholds Buchdruckerei 1939.
- Das Leben eines Biedermeiers. Carl Ludwig Wachler, Weida 1941.
- Über das Antlitz unserer Thüringer Ahnen. Die Schnitzfiguren des Reichenfelser Museums und ihre Bedeutung für die Gegenwart, Weida (Selbstverlag): Emil Wüst & Söhne (Druckerei) 1945.
- Festschrift zum 500-jährigen Altarjubiläum in Friesau, Lobenstein: Goehring 1947.
- Baudenkmäler aus Jenas Umgebung. Zeugen unserer Vergangenheit (= Veröffentlichung der Volkshochschule Jena-Stadt), Jena 1954.
- Jena als mittelalterliche Stadt (= Bilder zur Geschichte Jenas, Band 2), Jena 1956, 2. Aufl. Jena: Kessler 1959.
- Die Universitätsstadt Jena (= Bilder zur Geschichte Jenas, Band 3), Jena: Kessler 1956; 2. Aufl. 1959.
- Schöne Heimat um Jena. Täler und Höhen, Dörfer und Kirchen, Burgen und Ruinen, Erwandertes und Erforschtes in Jenas Umgebung, Teilband 1 (= Schriften des Stadtmuseums Jena, Band 6), Jena: Kessler 1967; Teilband 2 (= Schriften des Stadtmuseums Jena, Band 9), Jena: Keßler 1970.
- Die Steine reden. Kirchen der Superintendentur Jena in Wort und Bild, Evangelische Verlagsanstalt Berlin 1970.
- Seltene Funde und Forschungen eines Denkmalpflegers. Beiträge aus Jena sowie seiner näheren und weiteren Umgebung, Nürnberg 1977.

### Aufsätze
- Florian Geyer, ein Vorkämpfer völkisch-sozialen Wesens. Vortrag, gehalten am 1. Februar 1943 in der Deutschen Gesellschaft zu Leipzig, in: Nationalsozialistische Monatshefte, Folge 155/156 (1943), Februar/März, S. 58–70/130–142.
- Dr. Heinrich Bergner. Pfarrer und Kunsthistoriker, in: Willy Quandt (Bearb.): Bedeutende Männer aus Thüringer Pfarrhäusern. Gabe der Thüringer Kirche an das Thüringer Volk, Evangelische Verlagsanstalt Berlin 1957, S. 112–120.
- Künderin Thüringer Volkstums: Marthe Renate Fischer. Zur Wiederkehr ihres Geburtstages am 17. August 1851, in: Rudolstädter Heimathefte, 7. Jg. (1961), Heft 8/9, S. 221–223.
- Die tausendjährige Tradition der Kirche in Lobeda bei Jena, in: Aus zwölf Jahrhunderten. Einundzwanzig Beiträge zur thüringischen Kirchengeschichte (= Thüringer kirchliche Studien, Band 2), Evangelische Verlagsanstalt Berlin 1971, S. 45–57.
- Die Wallfahrtskirche zu Ziegenhain bei Jena. Eine Dokumentation über das Bauwerk und seine Geschichte, in: Jahrbuch für die Geschichte Mittel- und Ostdeutschlands, Band 29 (1980), S. 96–112.
- Das spätgotische Altarwerk in Ammerbach bei Jena, in: Kultur und Geschichte Thüringens 4 (1983), S. 107–127.
- Burg Orlamünde an der Saale, in: Kultur und Geschichte Thüringens 6 (1985), S. 101–112.
- [Von einem, der Jena liebte]: Abriß einer Geschichte der Denkmalschutzbewegung in Jena nach 1945, in: Kultur und Geschichte Thüringens 7 (1986/87), S. 121–143.